# Zé Carlos (futbolista nacido en 1945)
José Carlos Bernardo (Juiz de Fora, 28 de abril de 1945 - Belo Horizonte, 12 de junio de 2018), conocido futbolísticamente como Zé Carlos, fue un futbolista brasileño, que jugó en la posición de centrocampista. A nivel internacional, formó parte de la selección de Brasil de 1968 a 1975. Formó parte del combinado brasileño en la Copa América de 1975.

## Clubes

### Como jugador
| Club      | País                    | Año    | Partidos | Goles |
| --------- | ----------------------- | ------ | -------- | ----- |
| 1963–1964 | Sport Club Juiz de Fora | Brasil |          |       |
| 1965–1977 | Cruzeiro                | Brasil | 154      | 12    |
| 1978–1979 | Guarani                 | Brasil | 34       | 1     |
| 1980      | Botafogo                | Brasil | 15       |       |
| 1980      | Bahia                   | Brasil |          |       |
| 1981      | Grêmio Maringá          | Brasil |          |       |
| 1981      | Blumenau                | Brasil |          |       |
| 1982–1983 | Villa Nova              | Brasil |          |       |
| 1983      | Uberaba                 | Brasil | 6        | 1     |